# Видение Саудовской Аравии 2030
Ви́дение Сау́довской Ара́вии 2030 (араб. رؤية السعودية 2030‎) — программа по уменьшению нефтезависимости Саудовской Аравии, диверсификации её экономики и развитию государственного здравоохранения, образования, инфраструктуры, рекреационной сферы и туризма. Цели включают в себя интенсификацию экономической и инвестиционной активности, увеличении объёмов международной ненефтяной торговли товарами и услугами, и увеличение расходов на оборону.

## Цели
- Суверенный фонд Саудовской Аравии должен быть конвертирован в $2.5-триллионные активы, что сделает его крупнейшим подобным фондом мира и контролёром более 10 % мировых финансовых инвестиционных возможностей и 3 % мировой собственности.
- К 2030 должна быть ликвидировано чрезмерная нефтезависимость и возможность исполнения плана даже при цене нефти под $30 за баррель. Не нефтяные доходы должны быть повышены вшестеро с $43.5 млрд до $267 млрд, а ненефтяной экспорт — с 16 % ВВП до 50 %. Королевство должно войти в топ-15 мировых экономик вместо нынешнего 20-го места. Должны быть созданы огромные генерирующие мощности на основе солнечной энергии на севере с избежанием дефицита воды.
- Под 5 % акций Saudi Aramco, стоящей за $2 трлн, будут размещены на бирже, доходы будут направлены на финансирование суверенного фонда.
- В течение 5 лет должна быть введена саудовская гринкарта для повышения инвестиционной привлекательности. Будет открыт туризм для всего мира с учётом религиозных особенностей страны.
- К 2030 число совершающих хадж ежегодно должно подняться с 8 до 80 миллионов, ради чего будет добавлено много инфраструктуры, например новые аэропорты в Таифе и Джидде. В Эр-Рияде будет построен крупнейший исламский музей мира. Также поставлена цель увеличения числа паломников совершающих умру в течение года до 15 миллионов в 2020 году и до 30 миллионов в 2030 году[1].
- Доля женщин на рынке труда должна быть повышена с 22 % до 30 %, а безработица среди молодёжи — упасть с 11,6 % до 7 %. Доля частного сектора в ВВП должна дойти с 3,8 % до 5,7 %.
- Должен быть создан оборонный холдинг.
- Должен быть реструктурирован жилищный сектор.
- Должна быть усилена антикоррупционная борьба. Правительственные органы должны измеряться по 551 различному индексу, измеряющих 17 главных показателей.

## Критика
В отчете МВФ о Саудовской Аравии, опубликованном через несколько месяцев после объявления Видения 2030, объясняется, что дефицит бюджета в экономике Саудовской Аравии будет продолжать сокращаться в 2016 году. Также утверждается, что в последнее время действовали крупные государственные депозиты в Валютном управлении Саудовской Аравии (SAMA) как политические буферы для сглаживания перехода, которого требует план. В 2016 году МВФ публично предупредил, что Саудовская Аравия рискует лишиться иностранной резервной валюты в течение 5 лет. В 2017 году прогнозировалось, что чистые иностранные активы SAMA продолжат сокращаться, хотя и останутся на «комфортном уровне». Ожидается, что дефицит бюджета будет продолжать улучшаться в ближайшие годы, также отмечая, что неработающие кредиты оставались низкими, несмотря на небольшое увеличение в 2017 году.
Более 300 конкретных целей на 2020 год были объявлены в 25 государственных структурах в рамках Национального плана преобразований. NTP приносит более 150 ожидаемых первичных публичных предложений. Тем не менее, в отчетах отмечается «ключевая личностная зависимость» от наследного принца Мухаммеда бин Салмана из Vision и NTP. Другие критические замечания касались отсутствия информации о подробных планах по сопровождению предполагаемой трансформации.
Некоторые журналисты предположили, что цели плана были чрезмерно амбициозными, и отметили, что ненефтяной рост до сих пор был недостаточным и поставил бы под угрозу успешную реализацию плана. В одном отчете говорилось, что, несмотря на общее дальновидное направление национального плана, «политическая реформа, по-видимому, отсутствует в политической повестке дня».
Реакции были смешанными после объявления о том, что Саудовская Аравия снимет запрет на вождение женщинами автомобиля. Подобно всеобъемлющему Видению 2030 года, некоторые понимали объявление через королевский указ как согласие на внешнее давление, в то время как другие приветствовали этот шаг.
Согласно исследовательской работе, написанной Джейн Киннинмонт для Chatham House, структурные недостатки страны, такие как слабые институты, неэффективная бюрократия и значительный разрыв в навыках между потребностями в рабочей силе и системой образования, затрудняют перспективы роста страны. Изменение баланса рынка труда в частном секторе также окажется сложной задачей, поскольку в настоящее время в нем в основном работают иностранцы. Одна из трудностей заключается в том, что в частном секторе зарплаты ниже, а иностранцев легче нанимать и увольнять. В настоящее время в государственном секторе работает вдвое больше граждан Саудовской Аравии, чем в частном секторе. Задача состоит в том, чтобы заставить большую часть граждан соглашаться на более низкооплачиваемую работу с большим количеством часов работы, чем обычные государственные работы. Частный сектор также должен быть отстранен от предпринимательской деятельности, которая требует очень дешевой рабочей силы.
По словам Хилала Хашана из американского консервативного аналитического центра по Ближнему Востоку, успех плана 2030 года, игнорирующий взаимосвязь между экономическим и политическим развитием, больше не является жизнеспособным вариантом, и события, необходимые для увеличения ВВП, как и планировалось, будут способствовать имеющему место обрыву племенной системы. Другим аспектом является «нулевая терпимость к коррупции», чего может быть очень трудно достичь с «обществом, в котором семейные, племенные и региональные связи сильнее, чем туманная концепция государственной идентичности».
Проведение спортивных мероприятий в Саудовской Аравии в соответствии со стратегией было описано как попытка спортивной стирки прав человека в стране.
Финансовый кризис, с которым столкнулась страна на фоне распространения коронавируса и падения цен на нефть, заставил королевство отложить мегапроекты, такие как город Неом. В статье «Нью-Йорк Таймс» от 16 мая 2020 года цитируется аналитик по Ближнему Востоку в Королевском институте объединенных служб в Лондоне, Майкл Стивенс, критически комментирующий видение Саудовской Аравии на 2030 год. Он заявил: «Я думаю, что видение 2030 года более или менее закончено, я думаю это закончено».